# Fabrício dos Santos Messias
Fabrício dos Santos Messias (sinh ngày 28 tháng 3 năm 1990) là một cầu thủ bóng đá người Brasil.

## Sự nghiệp câu lạc bộ
Fabrício dos Santos Messias đã từng chơi cho Kashima Antlers.